# Leptocerus argentoniger
Leptocerus argentoniger är en nattsländeart som först beskrevs av Georg Ulmer 1915.  Leptocerus argentoniger ingår i släktet Leptocerus och familjen långhornssländor. Inga underarter finns listade i Catalogue of Life.